# Alwin Schomaker
Alwin Schomaker (* 1907 in Dümmerlohausen; † 1982 in Damme) war ein deutscher Schriftsteller und Heimatforscher.

## Werdegang
Schomaker war Schriftleiter der Heimatblätter, der Beilage der Oldenburgischen Volkszeitung und Mitherausgeber des Heimatkalenders. Er setzte sich für den Aufbau des Museumsdorfs Cloppenburg ein. Von 1961 bis 1972 war er Mitglied des Vechtaer Kreistages.

## Ehrungen
- 1978: Verdienstkreuz am Bande der Bundesrepublik Deutschland
- Anton-Günther-Gedenkmedaille der Oldenburgischen Landschaft
- Ehrenmitglied des Heimatbundes für das Oldenburger Münsterland

| Personendaten    | Personendaten                               |
| ---------------- | ------------------------------------------- |
| NAME             | Schomaker, Alwin                            |
| KURZBESCHREIBUNG | deutscher Schriftsteller und Heimatforscher |
| GEBURTSDATUM     | 1907                                        |
| GEBURTSORT       | Dümmerlohausen                              |
| STERBEDATUM      | 1982                                        |
| STERBEORT        | Damme                                       |